# 3349 Манас
3349 Манас (3349 Manas) — астероїд головного поясу, відкритий 23 березня 1979 року.
Тіссеранів параметр щодо Юпітера — 3,346.